# Bilal Nichols
Bilal Shakur Nichols (Newark, 14 settembre 1996) è un giocatore di football americano statunitense che milita nel ruolo di defensive tackle per i Arizona Cardinals della National Football League (NFL). Al college ha giocato per l'Università del Delaware. Fu scelto al quinto giro del Draft NFL 2018 dai Chicago Bears.

## Carriera universitaria
Nichols, originario di Newark nel Delaware, cominciò a giocare a football nella locale Hodgson Vo-Tech High School per poi passare a giocare college football per l'Università del Delaware con i Fighin' Blue Hens che militano nella Colonial Athletic Association (CAA) della Divisione I della Football Bowl Subdivision (FBS) della NCAA. Con Delaware Nichols giocò dal 2014 al 2017 in 44 partite, di cui 21 da titolare, facendo registrare nel suo ultimo anno 56 tackle, di cui 6,5 con perdita di yard, 5,5 sack, un intercetto, quattro passaggi deviati e un calcio bloccato, venendo inserito a fine stagione nel First-Team All-CAA.
Premi e riconoscimenti
- First-Team All-CAA (2017)

Statistiche al college
| Stagione | Stagione | Stagione   | Stagione   | Stagione | Stagione | Difesa  | Difesa  | Difesa  | Difesa | Difesa |
| Anno     | Squadra  | Campionato | Conference | P        | PT       | T. tot. | T. sol. | T. ass. | Sack   | Int.   |
| -------- | -------- | ---------- | ---------- | -------- | -------- | ------- | ------- | ------- | ------ | ------ |
| 2014     | Delaware | FBS Div. I | CAA        | 12       | 0        | 19      | 9       | 10      | 0,0    | 0      |
| 2015     | Delaware | FBS Div. I | CAA        | 11       | 1        | 29      | 12      | 17      | 1,5    | 1      |
| 2016     | Delaware | FBS Div. I | CAA        | 10       | 9        | 25      | 18      | 7       | 5,0    | 0      |
| 2017     | Delaware | FBS Div. I | CAA        | 11       | 11       | 56      | 24      | 32      | 5,5    | 1      |
| Totale   | Totale   | Totale     | Totale     | 44       | 21       | 129     | 63      | 66      | 12,0   | 2      |

Fonte: Football Database
In grassetto i record personali in carriera

## Carriera professionistica

### Chicago Bears
Nichols fu selezionato dai Chicago Bears al quinto giro, 145 scelta assoluta, del Draft NFL 2018. L'allora capo-allenatore dei Bears, Matt Nagy, era stato anch'esso giocatore del Delaware, mentre l'assistente Brian Ginn aveva lavorato con la squadra del college prima di passare con i Bears.
Nichols giocò la sua prima partita da titolare alla settimana 10 della stagione 2018, la vittoria 34-22 contro i Detroit Lions, dove mise a segno il suo primo sack in carriera sul quarterback Matthew Stafford. Nichols fece registrare un secondo sack, sul quarterback Kirk Cousins, nella partita finale di stagione, la vittoria 24-10 contro i Minnesota Vikings.
La stagione 2019 di Nichols fu compromessa da un infortunio alla mano subito nel corso della gara della settimana 2 contro i Denver Broncos. Al suo rientro prima sostituì come tackle l'infortunato Akiem Hicks. Nella gara finale della stagione contro i Minnesota Vikings recuperò un fumble di Mike Boone.
Dopo che il nose tackle titolare Eddie Goldman optò di saltare la stagione 2020 a causa della pandemia di COVID-19, Nichols prese il suo posto. Nella gara della settimana 6 contro i Carolina Panthers Nichols fece un sack su Teddy Bridgewater e, sul prosieguo dell'azione, i Bears segnarono un touchdown. Nella gara della settimana 13, la sconfitta 30-34 contro i Detroit Lions, Nichols mise a segno un sack su Matthew Stafford nonché il suo primo intercetto in carriera su passaggio di Stafford. Nichols fu il primo defensive tackle a intercettare un passaggio da Tommie Harris nel 2009.

### Las Vegas Raiders
Il 17 marzo 2022 Nichols firmò un contratto biennale con i Las Vegas Raiders del valore di 11 milioni di dollari. Nella sua prima stagione con i Raiders giocò tutte le partite stagionali da titolare. Stesso per l'annata 2023 in cui giocò da titolare tutte le 17 gare della stagione regolare.

### Arizona Cardinals
Il 13 marzo 2024 Nichols firmò un contratto triennale del valore di 21 milioni di dollari con gli Arizona Cardinals. Durante la gara del sesto turno, la sconfitta 13-34 contro i Green Bay Packers, Nichols dovette lasciare il campo per un infortunio al collo e il 15 ottobre 2024 fu spostato in lista riserve/infortunati con la prospettiva di dover saltare il resto della stagione.

## Statistiche

### Stagione regolare
| Stagione | Stagione | Stagione | Stagione | Difesa  | Difesa  | Difesa  | Difesa | Difesa | Difesa  | Difesa  |
| Anno     | Squadra  | P        | PT       | T. tot. | T. sol. | T. ass. | Sack   | Int.   | P. Dev. | Fmb. F. |
| -------- | -------- | -------- | -------- | ------- | ------- | ------- | ------ | ------ | ------- | ------- |
| 2018     | CHI      | 14       | 6        | 28      | 20      | 8       | 3,0    | 0      | 0       | 2       |
| 2019     | CHI      | 13       | 12       | 27      | 15      | 12      | 0,0    | 0      | 1       | 0       |
| 2020     | CHI      | 16       | 16       | 40      | 16      | 24      | 5,0    | 1      | 3       | 0       |
| 2021     | CHI      | 17       | 15       | 51      | 26      | 25      | 3,0    | 0      | 1       | 0       |
| 2022     | LV       | 17       | 17       | 44      | 16      | 28      | 1,5    | 0      | 0       | 0       |
| 2023     | LV       | 17       | 17       | 48      | 25      | 23      | 1,5    | 0      | 1       | 0       |
| 2024     | ARI      | 6        | 5        | 10      | 6       | 4       | 0,0    | 0      | 0       | 0       |
| Totale   | Totale   | 100      | 88       | 248     | 124     | 124     | 14,0   | 1      | 6       | 2       |

### Playoff
| Stagione | Stagione | Stagione | Stagione | Difesa  | Difesa  | Difesa  | Difesa | Difesa | Difesa  | Difesa  |
| Anno     | Squadra  | P        | PT       | T. tot. | T. sol. | T. ass. | Sack   | Int.   | P. Dev. | Fmb. F. |
| -------- | -------- | -------- | -------- | ------- | ------- | ------- | ------ | ------ | ------- | ------- |
| 2018     | CHI      | 1        | 0        | 0       | 0       | 0       | 0,0    | 0      | 0       | 0       |
| 2020     | CHI      | 1        | 1        | 7       | 4       | 3       | 0,0    | 0      | 0       | 0       |
| Totale   | Totale   | 2        | 1        | 7       | 4       | 3       | 0,0    | 0      | 0       | 0       |

Fonte: Football Database
In grassetto i record personali in carriera - Statistiche alla settimana 6 del 2024